# Ephebopus foliatus
Espèce
Ephebopus foliatus est une espèce d'araignées mygalomorphes de la famille des Theraphosidae.

## Distribution
Cette espèce est endémique du Guyana. Elle se rencontre dans le Haut-Takutu-Haut-Essequibo.

## Description
Le mâle holotype mesure 29,56 mm et les femelles de 29,28 à 36,16 mm.

## Publication originale
- West, Marshall, Fukushima & Bertani, 2008 : « Review and cladistic analysis of the Neotropical tarantula genus Ephebopus Simon 1892 (Araneae: Theraphosidae) with notes on the Aviculariinae. » Zootaxa, no 1849, p. 35–58.